# Opscheplepel

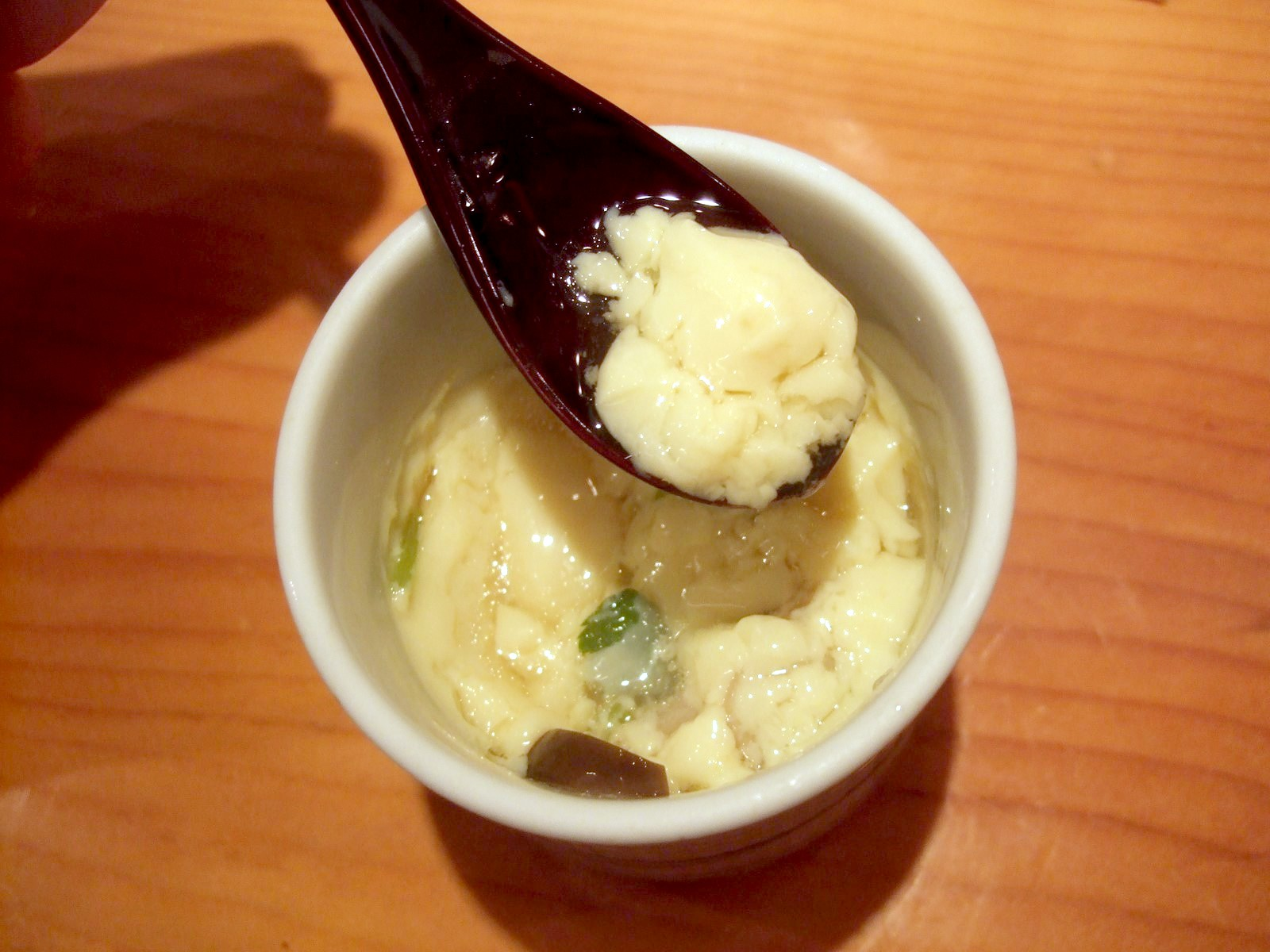
Houten opscheplepel

Een opscheplepel of sleef is een grote lepel die wordt gebruikt om voedsel, met name soep en brijpap, mee op te scheppen. Een kleinere versie wordt gebruikt voor vleesjus (juslepel, jussleef) en saus (sauslepel, saussleef).
Een opscheplepel werd in de vroegere eeuwen voor rijkere huishoudingen vaak van zilver gemaakt, maar ook andere metalen of hout werden gebruikt voor de productie ervan. Tegenwoordig wordt de opscheplepel vaak van roestvrij staal of hout gemaakt.
De grootte van een opscheplepel kan variëren in de lengte van het handvat en in de grootte en vorm van de kom. Zo zijn er opscheplepels die dienen als soeplepel of ijslepel.
Andere opscheplepels worden gebruikt om eten uit de pan te scheppen of uit een schaal.
Bij het bakken van pannenkoeken is de inhoud van een geschikte opscheplepel voldoende om er een pannenkoek mee te bakken.
Het woord sleef is gebruikelijk in Oost- en Noord-Nederland. Het woord geldt in sommige streken ook als misprijzing voor een lang, dun persoon met houterig gedrag.
dessertlepel · eierlepel · eetlepel ·  groentelepel · ijslepel · juslepel · maatlepel · opscheplepel · pollepel · soeplepel · theelepel